# カリーニングラード・スタジアム
カリーニングラード・スタジアム（露: Стадион Калининград）は、ロシア・カリーニングラード州の州都カリーニングラードの35000人収容のスタジアム。2018 FIFAワールドカップの会場でもあり、立地は今大会最西端。ピッチは=SISGrass（シスグラス）を採用。大会後はバルチカ・カリーニングラードの本拠地となっている。

## ギャラリー

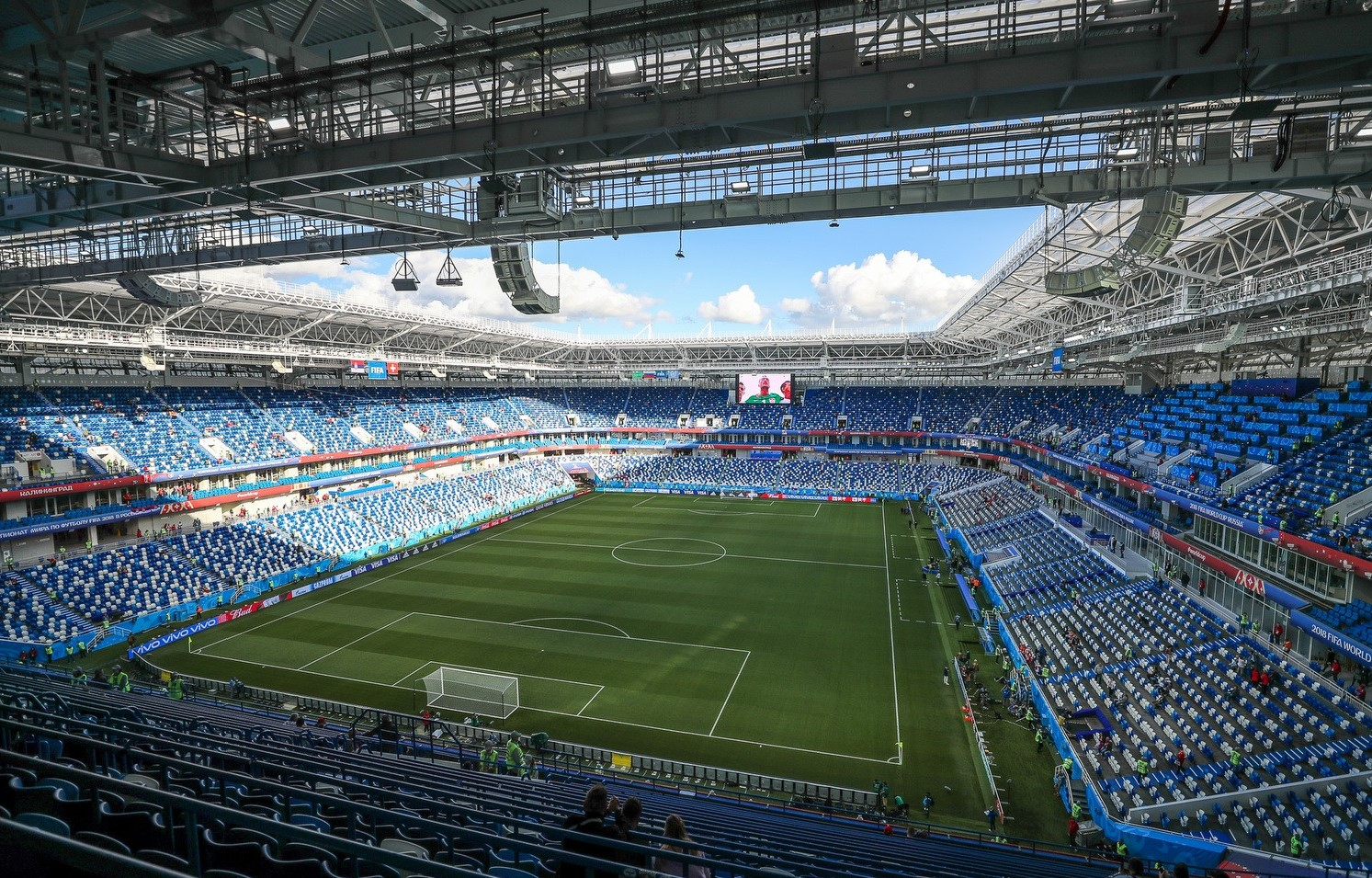
スタジアム内部
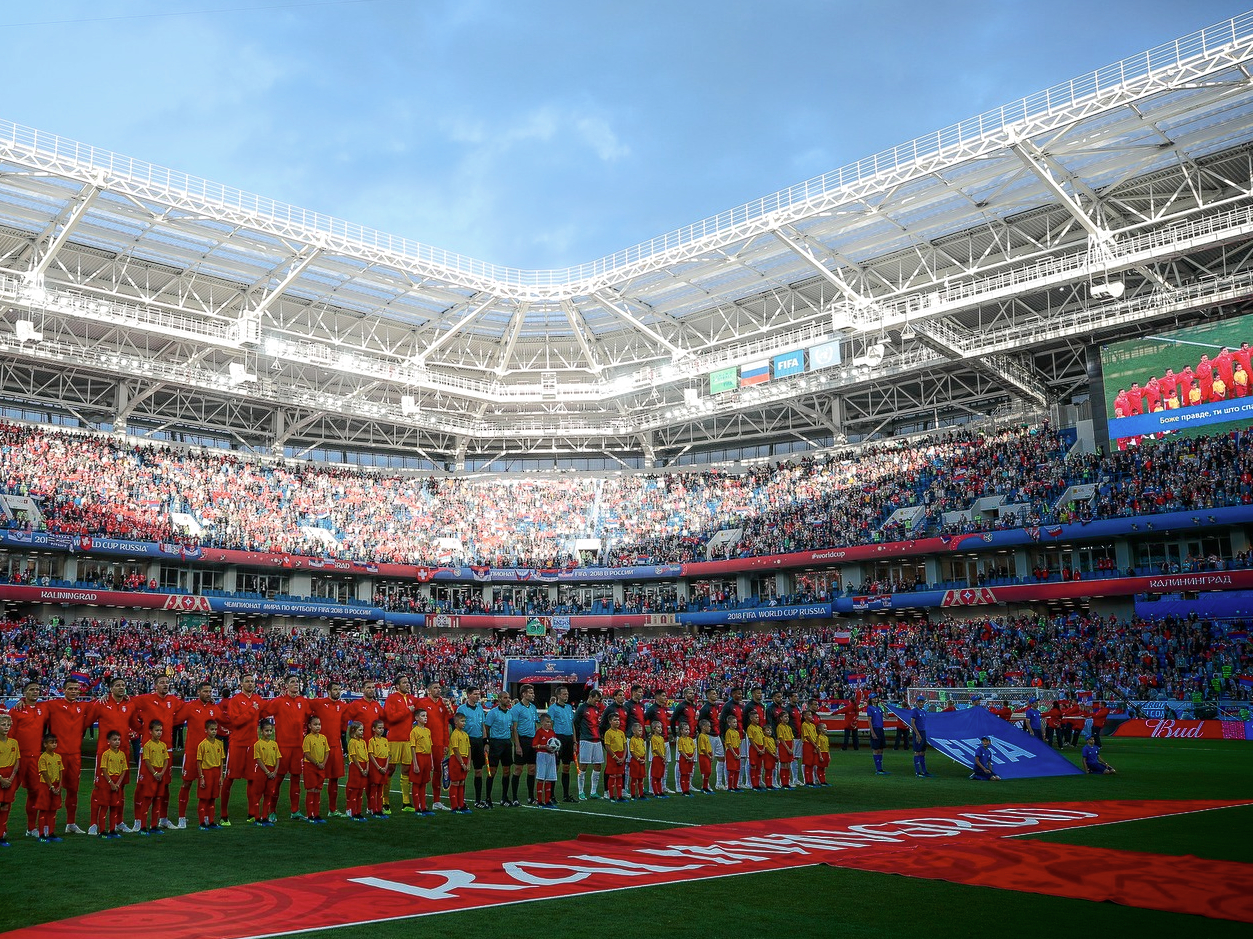
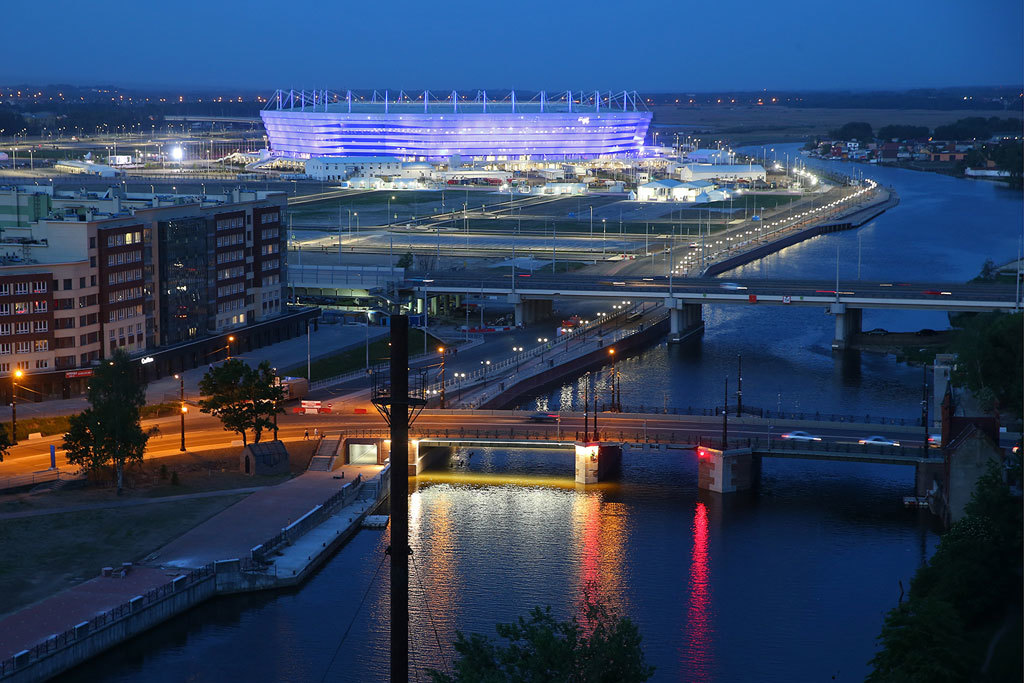

## 2018 FIFAワールドカップ
| 開催日  | 時刻 (UTC+2) | チーム#1     | 結果 | チーム#2     | ラウンド | 観客   |
| ------- | ------------ | ------------ | ---- | ------------ | -------- | ------ |
| 6月16日 | 21:00        | クロアチア   | 2–0  | ナイジェリア | Group D  | 31,136 |
| 6月22日 | 20:00        | セルビア     | 1–2  | スイス       | Group E  | 33,167 |
| 6月25日 | 20:00        | スペイン     | 2–2  | モロッコ     | Group B  | 33,973 |
| 6月28日 | 20:00        | イングランド | 0–1  | ベルギー     | Group G  | 33,973 |